# 義大利電信
義大利電信（義大利語：Telecom Italia）是義大利的电信公司，總部位於羅馬。提供電話服務，移動通信服務和DSL數據服務。該公司成立於1994年，由數家國有電信公司合併而成，其中最重要的是意大利國際電訊公司（Società Italiana per l'Esercizio Telefonico p.A.，簡稱SIP）。

## 營運及服務

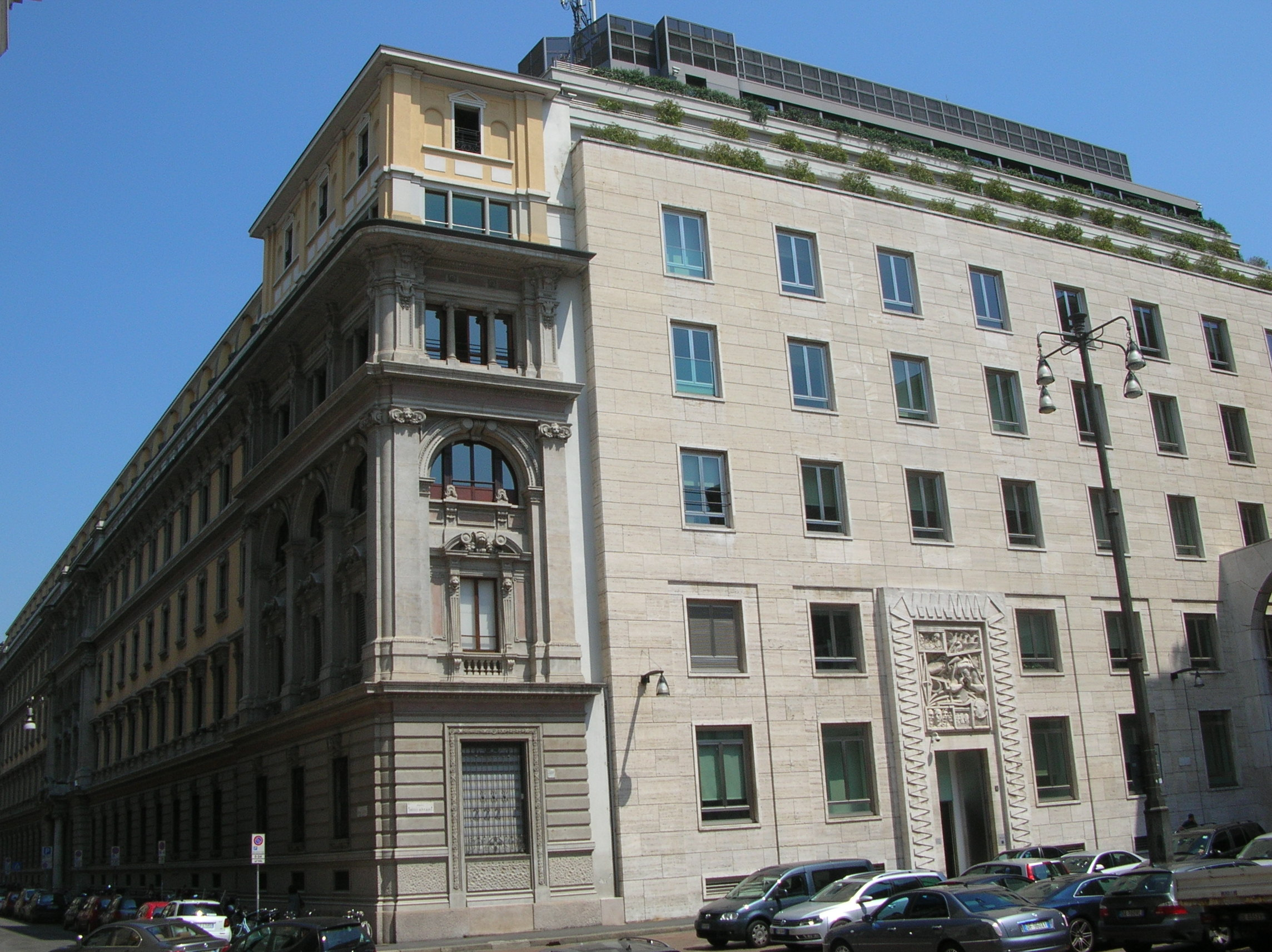
義大利電信位於米蘭的分公司

意大利電信集團在意大利提供手機固定電話服務和移動服務，並透過其子公司TIM Brasil提供意大利和巴西的GSM手機服務，和意大利和聖馬力諾的DSL互聯網和電話服務；它還通過其子公司Telecom Italia Sparkle為其他公司國際電信業務。
意大利電信目前也是計算機外圍設備和手機製造商好利獲得的母公司。
2015 年 10 月有消息稱，股東維旺迪將進一步提高其在公司的持股比例，而其持股比例為 15.49%。截至 2017 年 5 月，維旺迪擁有該公司 24.6% 的股份，維旺迪的首席執行官 Arnaud de Puyfontaine 成為意大利電信的執行主席。
2021年4月29日，路透社援引三位消息人士報道稱，意大利電信公司已經去信華為說明有意取消合約。

## 外部連結
维基共享资源上的相關多媒體資源：義大利電信
- 官方网站